# Ordnungsrichter
Der Ordnungsrichter war im 17. – 18. Jahrhundert in Livland Vorsitzender eines Ordnungsgerichts. Es gab mehrere Ordnungsgerichte, die nach Kreisen aufgeteilt waren und von einem ehrenamtlichen gewählten Adeligen als Ordnungsrichter geleitet wurden. Sie gehörten zu den Organen der Selbstverwaltung und stellten die „Öffentliche Ordnung“ sicher. Zu ihrem umfangreichen Aufgabengebieten gehörten: Die  Aufrechterhaltung von Sicherheit und Ordnung, Tätigkeiten als „Markt-, Strom- und Strandpolizei“, die Inspektion der Wege und Brücken, die Steuereinnahme, die Bestrafung aller Polizeivergehen, die  Voruntersuchung von Kriminalverbrechen und die Ausführung der von den Landgerichten gefällten Urteilen.

## Geschichte
Bereits während der schwedischen Herrschaft in Livland, die 1629 begann, wurden im Jahre 1668, Ordnungsgerichte gegründet. Zum Ende der schwedischen Regierungszeit gab es vier Ordnungsgerichte, die in vier Kreisen tätig waren. Diese wurden 1694 aufgelöst und 1710 reaktiviert. Nach der Gründung der Ostseegouvernements wurden 1797 die Ämter der Ordnungsrichter aufs Neue errichtet und in Livland auf neun aufgestockt. Im Estland hieß das Amt Hakenrichter und in Kurland nahmen diese Aufgaben die Hauptmannsgerichte wahr.
Die neun Ordnungsgerichte in Livland waren:
- Riga und Wolmar im Kreis Riga
- Wenden und Walk im Kreis Wenden
- Dorpat und Werro im Kreis Dorpat
- Pernau und Fellin im Kreis Pernau
- das Öselsche Ordnungsgericht

Jedes Ordnungsgericht bestand aus einem Ordnungsrichter, zwei Adjunkten und je nach Anforderung besondere Beamte, die den Durchmarsch und Aufenthalt eigener Truppen, innerhalb ihres zuständigen Kreises sicher stellten, diese hießen Marschkommissare. Weiterhin wurde ein Notar und ein bis zwei Aktuare gewählt, die auf Lebenszeit eingesetzt wurden und von der Gouverneursregierung bestätigt werden mussten.

## Jurisdiktion und Honorar
Die örtliche Zuständigkeit der Ordnungsrichter umfasste den Ordnungsgerichtsbezirk oder -kreis. Er hatte überwiegend mit polizeilichen als mit richterlichen Maßnahmen zu tun. Die Gerichtsverhandlungen fanden abwechselnd an verschiedenen Orten statt – überwiegend aber in den Kreisstädten. Ausgenommen davon war das Öselsche Ordnungsgericht, welches seinen Sitzungsort permanent in Arensburg hatte. Berufungen mussten bei der Gouverneursregierung eingereicht werden. Die finanzielle Vergütung teilte sich zwischen dem Adel und der Gouverneursregierung auf und richtete sich nach dem Gehaltsetat. Zur Entschädigung von Reisen, Unterkunft und Spesen an andere Verhandlungsorte kamen die Personen auf, die zur Verhandlung (z. B. Grenzverhandlungen, Erbangelegenheiten usw.) spezieller Verfahren gebeten hatten.

## Pflichten der Ordnungsrichter
In den „Verordnungen zur Verwaltung der Gouvernements des Russischen Reiches“ von Katharina II. (1729–1796) werden die Aufgaben und Verantwortlichkeiten klar beschrieben, sie haben sich nach folgender Vorschrift zu verhalten, die in den einzelnen Kapiteln (Kapitelnummern 236 ff.) beschrieben werden:
- 236. Der Ordnungsrichter soll seine Pflicht mit unverbrüchlicher Treue und Eifer zum Dienst seiner Kaiserlicher Majestät, mit Wohlwollen und Menschenliebe gegen das Volk, mit vorsichtiger Gelindigkeit[2] ohne lässige Nachsicht in allen Dingen, und mit immerwährender Aufmerksamkeit erfüllen, damit überall eingeführte Ordnung von allen und jedem im Kreise beobachtet und ungestört erhalten werde.
- 237. Von Verwahrung des Eides untertäniger Treue gegen die Person Kaiserlicher Majestät, und von Verhinderung aller selbigen zuwider laufenden Unternehmungen.
- 238. Von der Untersuchung ansteckender Krankheiten, und Heilung der Kranken.
- 239. Von der Pest und der dabei anzuwendenden Vorsicht.
- 240. Von den Wohnplätzen, die von einer und derselben Krankheit angesteckt sind, und von der Fürsorge für das menschliche Geschlecht.
- 241. Von der Vorsicht bei einer sich ereignenden Viehseuche.
- 242. Die Ungehorsamen sollen zum Gehorsam gebracht werden.
- 243. Wie der Ordnungsrichter sich bei vorfallender Gewalttätigkeit im Kreise zu verhalten habe.
- 244. Von Ausrottung einer Rotte Räuber oder verlaufener Leute.
- 245. Der Ordnungsrichter strafet niemand eigenmächtig.
- 246. Von der Aufsicht auf die ordentliche Unterhaltung und Reinlichkeit der Brücken und Wege.
- 247. Vom Durchmarsch der Truppen durch einen Kreis.
- 248. Von der den Truppen im Kreise angewiesenen Weide.
- 249. Von Vorsicht wegen Feuersbrünsten und Waldbrand.
- 250. Den Regimentern wird kein Holz zum Zwecke des Regiments-Gepäckes gegeben, weil dazu Geld aus der Kasse angewiesen wird. Zum Kochen der Grütze im Lager wird Lager-Holz gegeben.
- 251. Von der Aufmunterung zum Ackerbau und zur Arbeitsamkeit.
- 252. Von Versorgung der Armen und Dürftigen, und vom Auffangen der als Bettler herumstreifenden Faullenzer.[3]